# Hotel Halima
El Hotel Halima (en árabe: فندق حليمة) es un hotel en Nuakchot, la capital del país africano de Mauritania, situado en la calle del mismo nombre, la cual se deriva al este en la avenida Charles de Gaulle. Se encuentra al noroeste del Palacio Presidencial, y al lado (este) del Hotel Tfeila. Está rodeado por numerosas embajadas; la más cercana es la Embajada de Rusia a lo largo de la calle. El hotel, ubicado en un edificio distintivo de color melocotón contiene una cafetería notable. 